# Bandeira de Itabira
A Bandeira de Itabira é um dos símbolos oficiais do município de Itabira, estado de Minas Gerais, Brasil.

## Significado
A bandeira do município de Itabira é composta por um formato retangular que delimita, ao centro, um losango amarelado com os dizeres "Município de Itabira". Esse losango envolve um escudo em formato de coração e uma imagem do Pico do Cauê, representando a maior reserva de minério do mundo na época.  Centralizado no losango, há uma faixa amarela com os dizeres "Cidade do Ferro". 

## Cores
As cores presentes na bandeira são: azul, representando o céu de Itabira; preto-chumbo, simbolizando o minério de ferro do Pico do Cauê, bastante explorado no passado; verde, representando as matas e florestas; amarelo, simbolizando o ouro, primeiro mineral explorado na região; e branco, representando a paz e a fraternidade da população.

A bandeira foi instituída pelo Decreto Lei n°79 de 5 de setembro de 1967.[carece de fontes?]